# Чахлеу
Чахлеу (рум. Ceahlău) — село у повіті Нямц в Румунії. Входить до складу комуни Чахлеу.
Село розташоване на відстані 289 км на північ від Бухареста, 33 км на захід від П'ятра-Нямца, 123 км на захід від Ясс.

## Населення
За даними перепису населення 2002 року у селі проживали 1559 осіб, з них 1558 осіб (99,9%) румунів. Рідною мовою 1558 осіб (99,9%) назвали румунську.